# Disolfuro isomerasi
Le disolfuro isomerasi (o PDI) sono una classe di enzimi che catalizzano reazioni di scambio tra gruppi -S-H e gruppi S-S-, la formazione o la rottura di ponti solfuro facilitando la formazione dei corretti legami solfuro tra le coppie di cisteina e garantendo così una maggiore stabilità e funzionalità della proteina.
Insieme agli chaperones molecolari esistono specifici enzimi che influenzano l'auto-avvolgimento proteico, tra cui appunto la disolfuro isomerasi.